# Kirche Hl. Großmärtyrer Georg (Bečej)

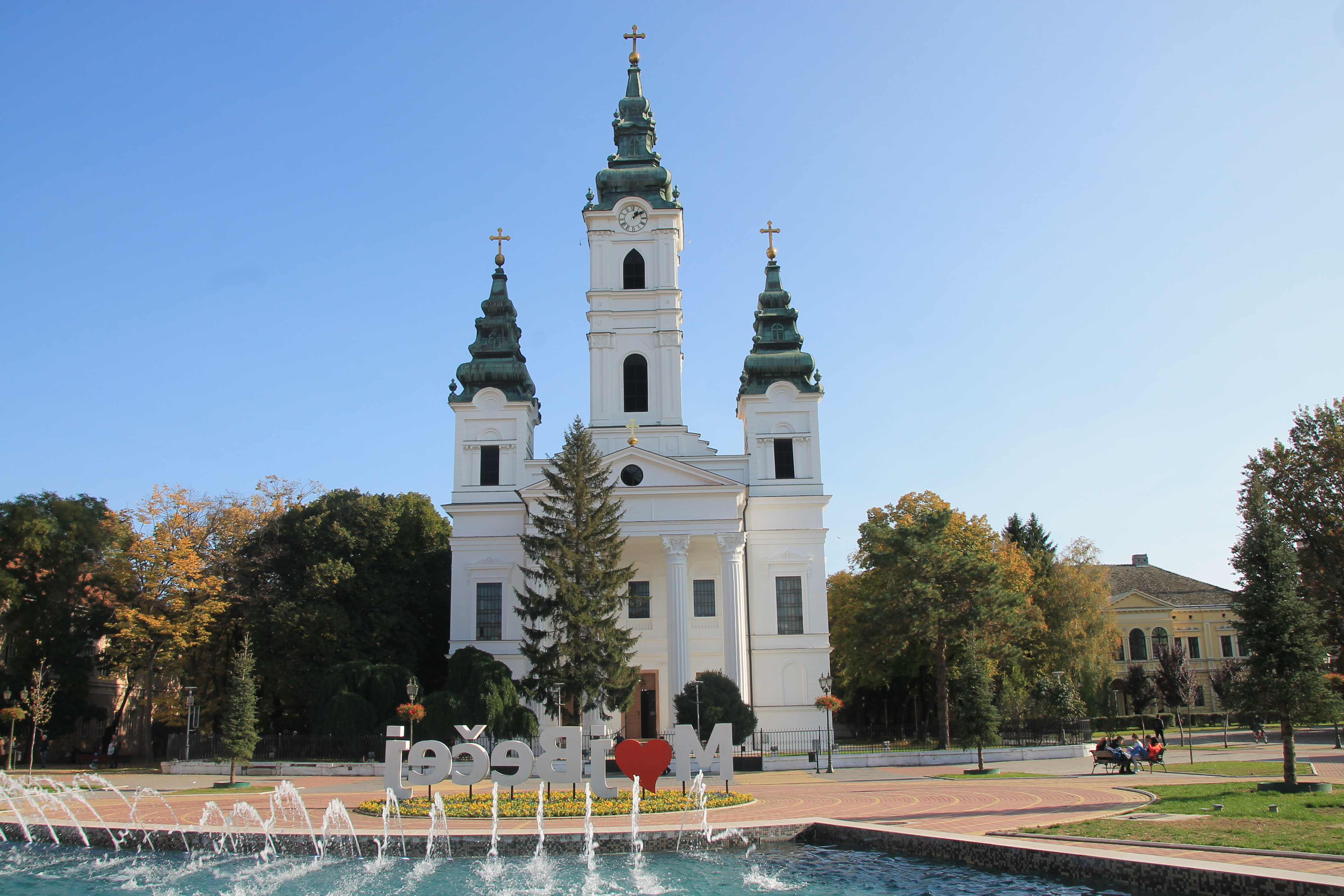
Die Serbisch-orthodoxe Kirche Hl. Großmärtyrer Georg

Die Kirche Hl. Großmärtyrer Georg (serbisch: Црква Светог великомученика Георгија,  Crkva Svetog velikomučenika Georgija) in der Stadt Bečej ist eine serbisch-orthodoxe Kirche in der nordserbischen autonomen Provinz Vojvodina.
Das von 1851 bis 1858 erbaute Kirchengebäude ist dem Hl. Großmärtyrer Georg geweiht. Und stellt eines der Wahrzeichen der Stadt dar.
Die Pfarrkirche ist Sitz der Kirchengemeinde und Pfarrei Bečej im Dekanat Bečej der Eparchie Bačka der Serbisch-Orthodoxen Kirche.

## Lage

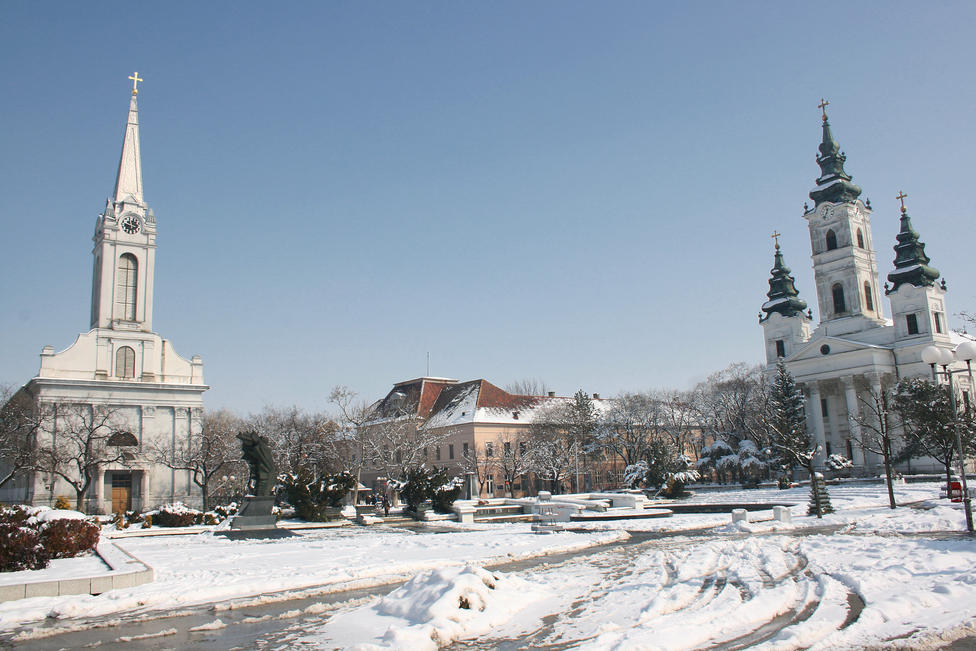
Stadtzentrum von Bečej mit der serbisch-orthodoxen und der römisch-katholischen Kirche im Winter

Sie steht am Trg oslobođenja (Freiheitsplatz) im Stadtzentrum. In naher und weiterer Umgebung der Kirche befinden sich das Rathaus, die römisch-katholische Mariä-Himmelfahrt-Kirche, die reformierte Kirche, das Stadttheater, der Marktplatz, die Handelsschule der Stadt, das Krankenhaus, die Polizeistelle und das Sportzentrum.
Die Kleinstadt ist der Sitz der Opština Bečej im Okrug Južna Bačka und liegt in der geographischen Region Potisje in der Bačka. Durch die Stadt fließt die Theiß, ein linker Nebenfluss der Donau.

## Geschichte
Die erste bekannte Kirche der Stadt, stand an der Stelle der heutigen Kirche. Diese kleine Kirche wurde am Ende des 17. oder Anfang des 18. Jahrhunderts aus Lehm erbaut und wurde von den Türken in Brand gesteckt, als diese zwischen 1714 und 1715 vom Banat kommend in die Bačka einfielen.

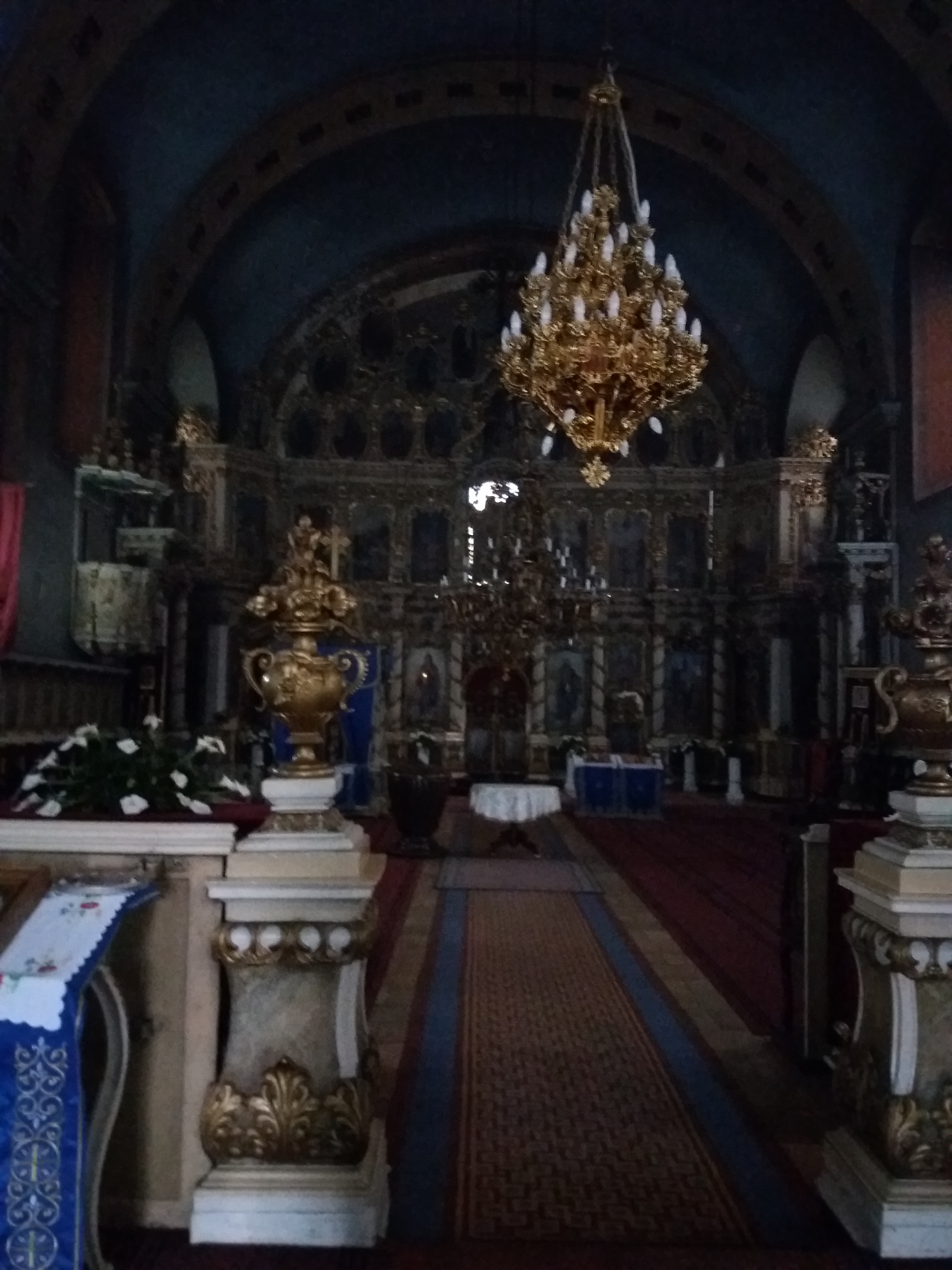
Blick in den Innenraum der Kirche

Die zweite Kirche aus festem Material wurde 1749 erbaut und diese wurde 1774 durch eine dritte Kirche ersetzt. Während der Revolution von 1848/49 wurde auch diese dritte Kirche in Brand gesteckt und zerstört. Heute steht auf dem ehemaligen Standort dieser Kirchen der Straße, Zelena Ulica (Grüne Straße), die 1861 erbaute serbisch-orthodoxe Kapelle Hl. Johannes der Täufer der Baronin Eufimija Jović.
Der Bau der heutigen Kirche begann 1851 auf einem Grundstück, dass von der Gemeindeverwaltung der Kirchengemeinde überlassen wurde, ursprünglich war auf diesem Grundstück der Bau des Rathausgebäudes geplant gewesen.
Die Baumeister und Architekten der Kirche waren Andrija Šmaus und Jovan Somborski, diese hatten den Bauplan des Kirchengebäudes entworfen und auch die Vorkalkulation vorgenommen. Den Bürgern von Bečej gelang es, 862 Forint zu sammeln, und große finanzielle Spenden kamen von dem österreichischen Kaiser und dem russischen Zaren, die 19.000 bzw. 16.000 Forint spendeten. Der Bau dauerte sieben Jahre und war im September des Jahres 1858 beendet.
Im gleichen Jahr wurde die Kirche vom Bischof der Eparchie Bačka, Platon, feierlich eingeweiht.
Eine erste umfassendere Rekonstruktion der Kirche wurde 1931 im damaligen Königreich Jugoslawien durchgeführt, im Zuge der Restaurierung wurde der Chor vergrößert, die nördlichen und südlichen Eingänge erweitert und die Kirche bekam neue Treppen.
Das Gotteshaus bekam von 1934 bis 1936 sechs Glasfenster. Diese Fenster wurden in der Werkstatt des Milan Stanišić aus Sombor hergestellt.
Während des Zweiten Weltkrieges im Oktober 1944 wurde vor allem der Hauptkirchturm schwer beschädigt und im sozialistischen Jugoslawien von 1965 bis 1966 wurde das Kirchendach und die Kirchtürme renoviert. 1972 fand ebenfalls eine Renovierung der Kirche statt, bei der vor allem die Konstruktionen der Kirchtürme erneuert wurden.
Die Kirche wurde als Bestandteil des historischen Stadtkerns von Bečej im Jahre 1976 als Kulturdenkmal von großem Wert unter den Schutz des Staates gestellt, zuvor war schon 1949 die Ikonostase der Kirche als Kulturdenkmal von hohem Wert staatlich unter Schutz gestellt worden.
Seit 2008 dem 150-jährigen Jubiläum der Kirche begannen umfangreiche Renovierungsarbeiten an der Kirche. Die Kirche verfügt über einen eigenen Kirchenchor unter der Leitung von Fr. Senka Jovanović.

## Architektur

### Dimensionen
Die Kirche ist von ihren Baudimensionen her eine der größten orthodoxen Kirchen in der Vojvodina. Die Länge des Kirchenschiffes beträgt 41 m, die Breite 12,5 m, die Höhe des Hauptkirchturmes 52 m und die der zwei kleineren Nebentürme jeweils 34 Meter. Die Fläche der Kirche beträgt 500 m² und in ihr haben bis zu 2000 Gläubige Platz.
Der Grundriss der einschiffigen Kirche hat die Form eines länglichen und deutlich prägnanten Kreuzes, mitsamt seitlich akzentuierten Chorraum, damit die Seitenchöre nicht in den Vordergrund treten, jedoch gekennzeichnet durch sanft sichtbare rechteckige Auslässe aus der Fassade, die gerade Ebene der Längswände durchbrechen.
Von außen betrachtet hinterlässt die Kirche, den Eindruck einer rechteckigen Basis mit einer fünfeckigen Altar-Apsis im Osten.

### Westfassade
An der Westfassade befinden sich die markanten drei Kirchtürme der Kirche mitsamt einem verandaartigen hohen offenen Portikus mit vier massiven geriffelten korinthischen Säulen, die von einem Architrav, einem flachen Fries und einem dreieckigen Tympanon mit einem Oculus in der Mitte überragt werden. Die Breite des Portikus entspricht der Breite des Kirchenschiffes. Die Kircheneingänge sind über eine mehrstufige Treppe zu erreichen.

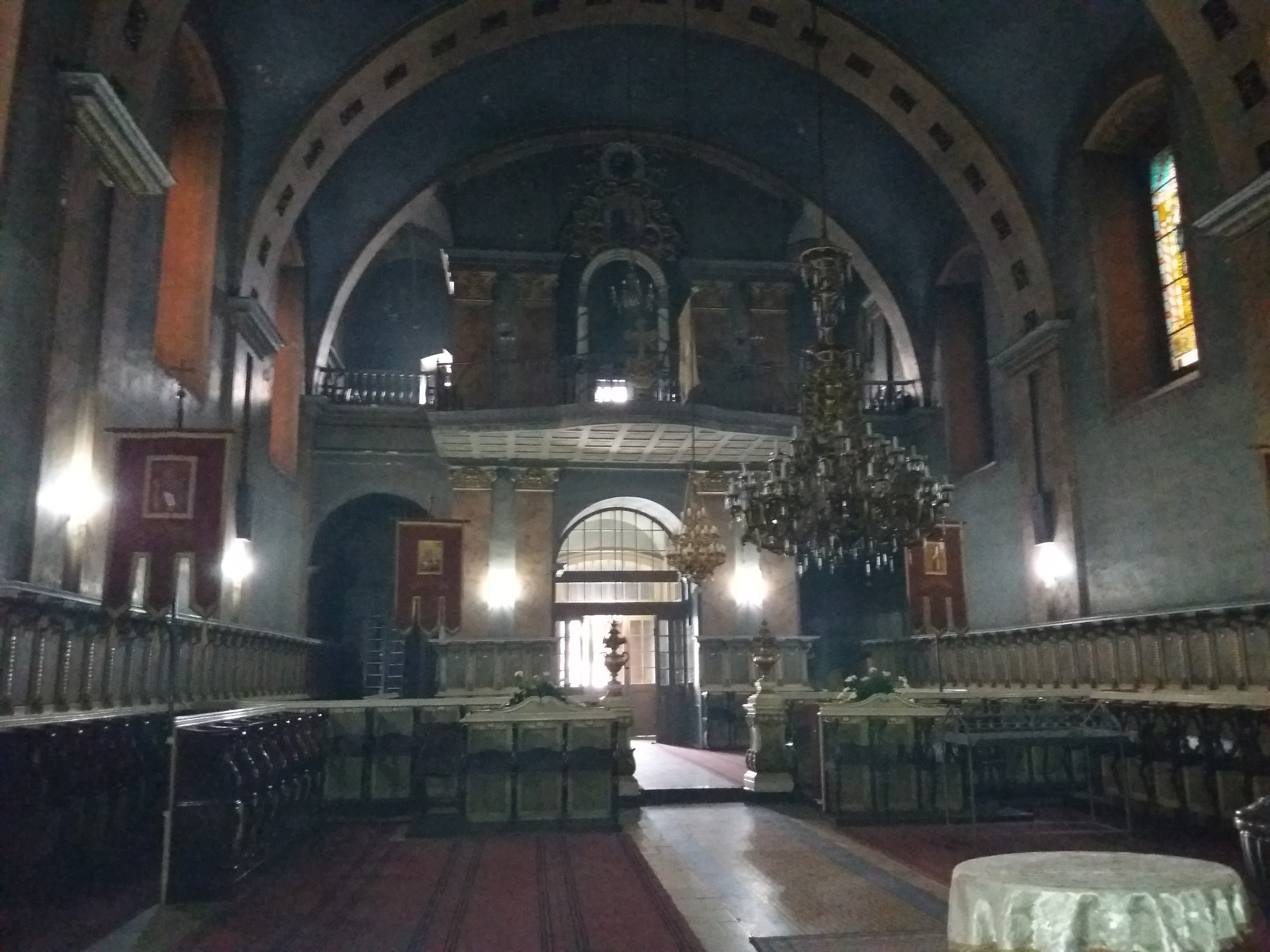
Blick in den Chorraum der Kirche

An der Westwand des Kirchenschiffs befinden sich vier Pilaster mit korinthischen Kapitellen, deren Anordnung mit den Säulen des Portikus übereinstimmt. Zwischen den Pilastern in der Zone des Erdgeschosses befinden sich die drei Eingangstüren, und über ihnen befinden sich auf derselben Achse die Fenster. Die Fensterbrüstungen sind in Form einer Balusterreihe hergestellt, und oben befindet sich eine profilierte Lünette mit einem Blumenornament.

### Nord-, Süd- und Ostfassade
Die horizontale Unterteilung der Nord- und Südfassade erfolgt durch einen hohen Sockel und profilierte Kordonkränze, die vertikale Unterteilung durch Halbsäulen mit leicht eingebuchteten Pilastern. Die Halbsäulen sind im Mittelteil mit einer Rosette verziert. In jedem Zwischenfeld gibt es ein Fenster, das von flachen Pilastern flankiert und von einem Giebel mit einem neobarocken Ornament überragt wird.
Im zentralen Mittelschiff befinden sich an der Nord- und Südseite ein Vestibül mit Pilastern, einem profilierten Kranz und einem Tympanon. Neben den drei erwähnten Eingängen an der Westfassade befindet sich jeweils ein weiterer Eingang an der Süd- und Nordseite. Auf den Choraufschlüssen befinden sich Fenster in Form der Trifora mit Lünetten.
Die Altar-Apsis im Osten ist fünfseitig mit drei Fenstern bestückt, an diesen Fenstern wiederholen sich die Maße, die Form und die Dekoration, der Fenster der Nord- und Südfassade. Die Apsis ist etwas schmaler gebaut als das Kirchenschiff.

### Kirchtürme

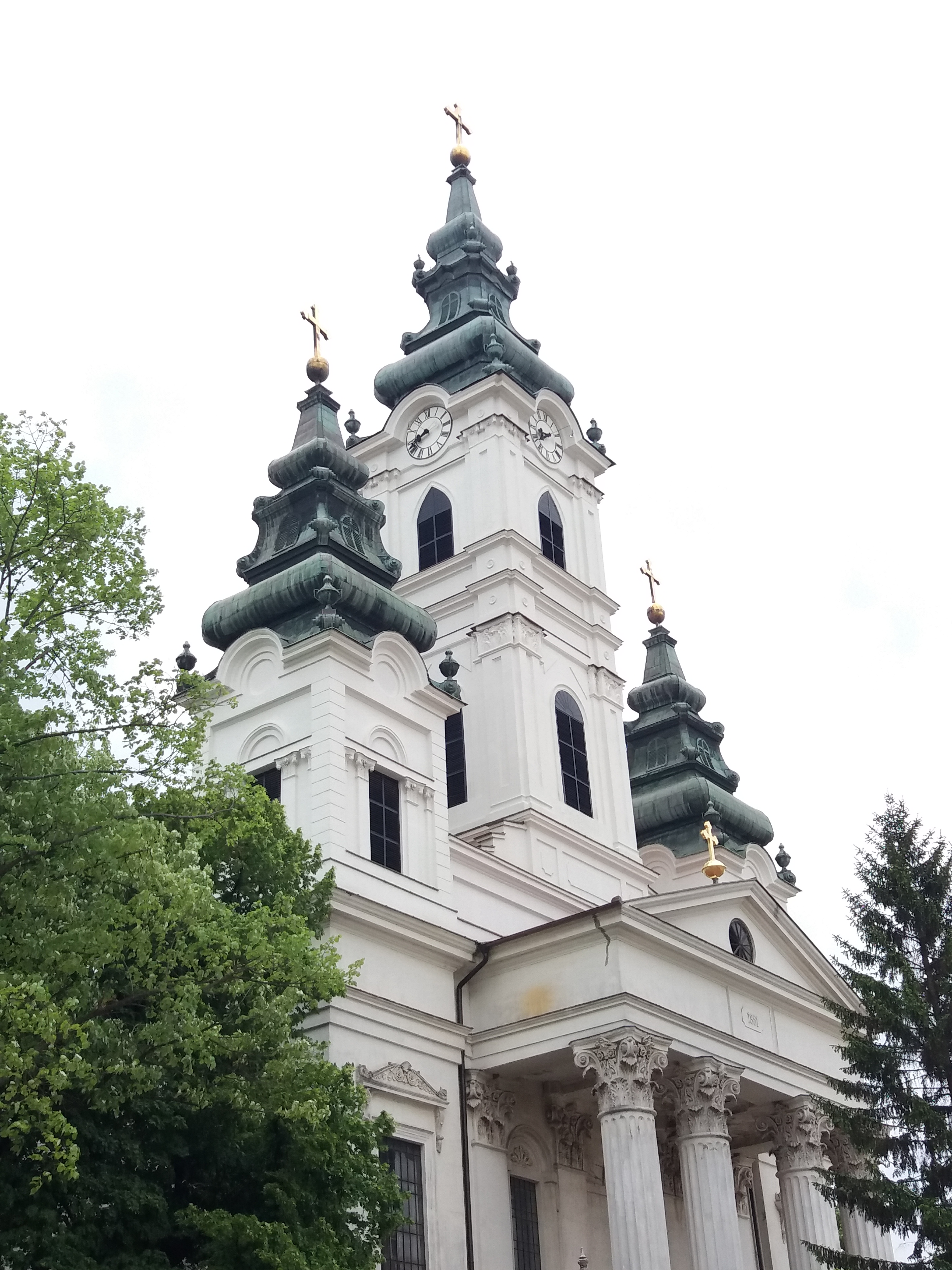
Die drei Kirchtürme

An der Westfassade erheben sich drei Kirchtürme mit quadratischen Grundrissen. Die zwei Nebentürme sind an das Kirchenschiff angebaut, haben eine kleinere Grundflächen und sind in Bezug auf den Hauptturm niedriger. In der Zone des Erdgeschosses haben sie blinde Bogenfenster in einem profilierten Rahmen und sind nach Westen ausgerichtet, während an der Süd- und Nordseite sich echte Fenster mit den gleichen dekorativen Elementen befinden. Im ersten Stock befinden sich größere Fenster mit rechteckiger Form, die nach Westen, Norden oder Süden ausgerichtet sind. Um sie herum befindet sich ein profilierter Rahmen, und sie werden von einem Giebel mit einem kunstvollen neobarocken Ornament überragt, das auf eleganten Spiralkonsolen ruht. In der obersten Etage der Nebentürme befinden sich an drei Seiten kleinere Fenster. Sie werden von Doppelpilastern begrenzt und von einer Lünette überragt. Die horizontale Teilung der Kirchtürme besteht aus ungleichmäßig hervorstehenden Profilkränzen.

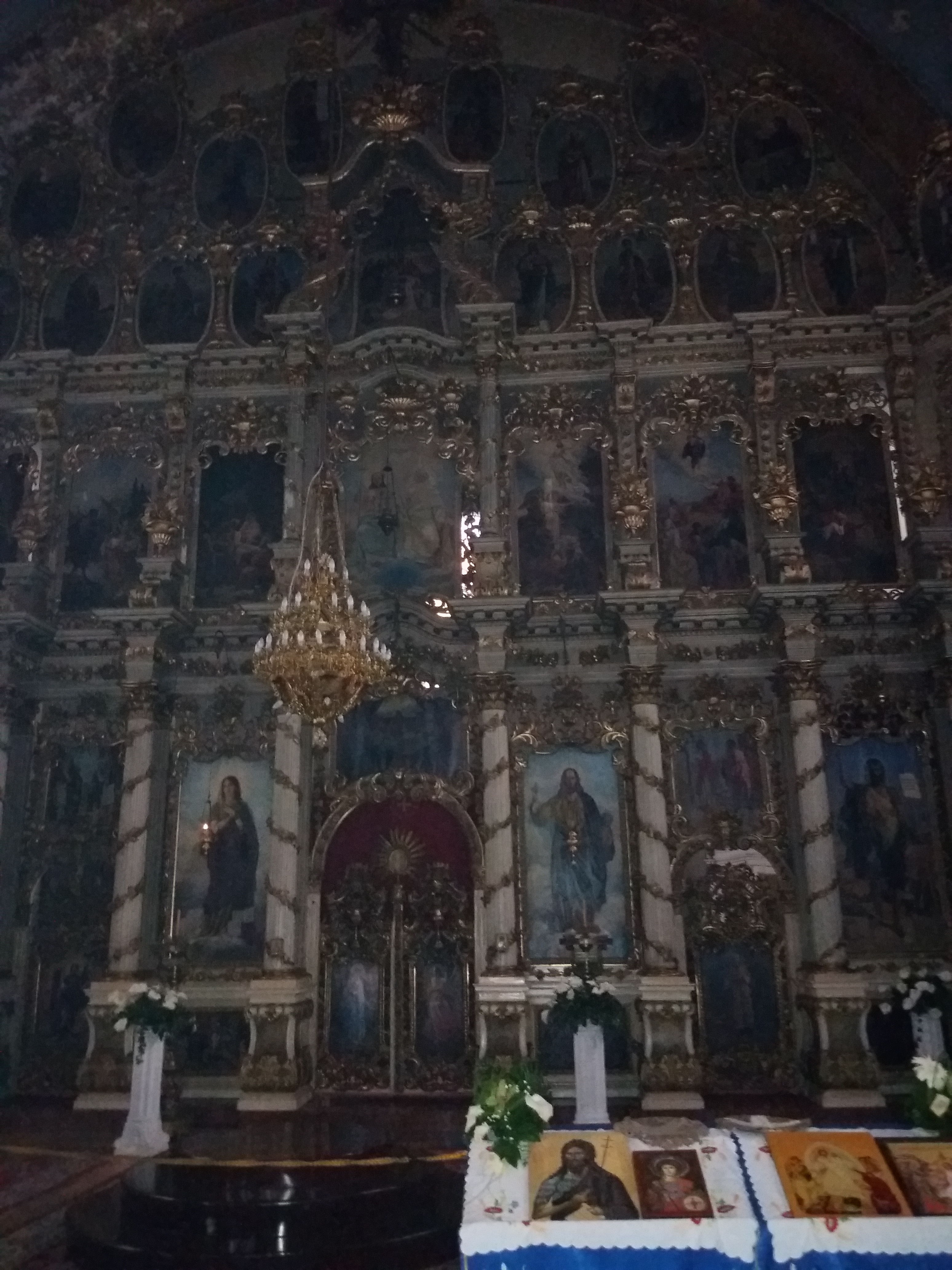
Die prächtige Ikonostase

Der Hauptkirchturm wächst direkt aus dem Kirchenschiff, ist zweistöckig und deutlich höher als die seitlichen. Die Fassaden sind an allen vier Seiten gleich bearbeitet. An den Seitenecken befinden sich Pilaster und dazwischen die Fenster. Die Fenster im Untergeschoss sind etwas größer und halbkreisförmig, während die Fenster im Obergeschoss im oberen Teil einen spitz zulaufenden Bogen haben. Alle drei Türme haben im Stile des neobarocken Geistes mehrstufige Turmkappen aus Zinn.
Die drei Kirchtürme symbolisieren die Hl. Dreifaltigkeit.

### Baustil
Die Kirche ist im Stil des Spätklassizismus erbaut, was vor allem durch den großen Portikus mit massiven korinthischen Säulen, die betonte vertikale Aufteilung der Fassaden, aber auch Details wie Lünetten über den Fenstern, die charakteristisch für den sogenannten Rundbogenstil sind. Auf dem Gebäude befinden sich auch Elemente des Neobarocks, vor allem erkennbar an den mehrstufigen Kirchturmkappen und an der dekorativen Behandlung der Fassaden mit Steinplastiken mit Pflanzencharakter, aber auch diskrete Hinweise der Neugotik, sind in Form von den spitz zulaufenden Bogenfenstern des Hauptkirchturmes zu erkennen.
Die genannten Elemente weisen auf die romantischen Einflüsse und eine eklektische Architektursprache hin, die in der sechsten Dekade des 19. Jahrhunderts in Europa weit verbreitet waren.

### Ikonostase
Der Innenraum der Kirche wird von der prächtigen Ikonostase dominiert, die 1868 (10 Jahre nach der Einweihung der Kirche) vom Tischlermeister Johann Kistner aus Novi Sad in der Manier des Barock hergestellt wurde. Der Wiener Künstler Sándor Jarai vergoldete die Ikonostase, ebenfalls im Jahre 1868. Die Ikonostase besitzt 63 Ikonen.
Der Wettbewerb zum Malen der Hl. Ikonen der Ikonostase wurde 1886 ausgeschrieben, und der Vertrag mit dem bekannten serbischen Maler Uroš Predić wurde erst 1888 unterzeichnet. Von 1889 bis 1893 hat Uroš Predić die Ikonen der Ikonostase gemalt. Die Ikonostase ist mit länglichen und ovalen Ikonen ausgestattet worden und über zwei Jahre hinweg wurden die Ikonen auf der Ikonostase platziert.
Erwähnenswert ist, dass Predić mit den Ikonen (vor deren Platzierung auf der Ikonostase)  eine Ausstellung organisierte, dies war die erste Gemäldeausstellung in Bečej. Die Ikonen wurden von Predić selbst in der Zeit von 1930 bis 1931 restauriert.
Die Thronikonen der ersten Ikonostasenzone stellen vor allem die Heiligen dar. Auf der zweiten Zone werden die Ikonen der großen Feiertage dargestellt und über den carske dveri (Zarentür) befindet sich die Ikone der Hl. Dreifaltigkeit. Auf der höchsten Zone der Ikonostase ist die Kreuzigung Christi abgebildet, sowie die oval förmigen Ikonen die die Darstellungen der Hl. Aposteln, Propheten und Evangelisten zeigen.
Die in den Ikonen und den Fresken der Kirche Hl. Georg in Bečej gezeigten Malleistungen, gehören zu den besten Arbeiten in der frühen Schaffenszeit von Predić.